# Armstrong (cráter)
Armstrong es un pequeño cráter de impacto lunar situado en la parte sur del Mare Tranquillitatis. Se encuentra a unos 50 kilómetros al noreste del punto donde se posó el Apolo 11. Lleva el nombre de Neil Armstrong; el cráter es el más oriental de la fila de tres cráteres que llevan el nombre de los miembros de la tripulación del Apolo 11. Al norte se encuentra el lugar del impacto del Ranger 8.
|  |  |

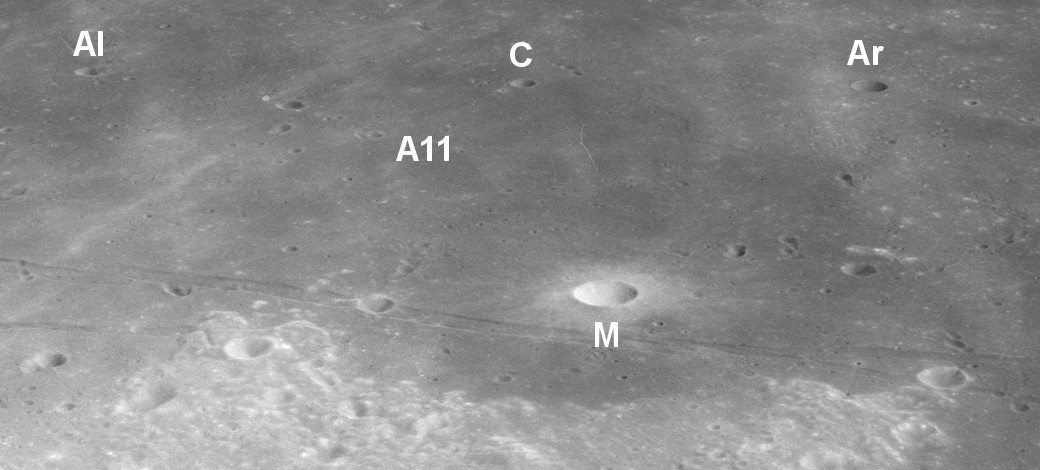
Vista oblicua desde el Apolo 16 con anotaciones, mostrando las proximidades del lugar de aterrizaje del Apolo 11 (A11) con los cráteres Aldrin (Al), Collins (C), Armstrong (Ar), y Moltke (M). Orientación norte

Este cráter fue identificado previamente como Sabine E antes de ser cambiado de nombre por la IAU. El cráter principal Sabine está situado al oeste de Armstrong.